# Antoni el Flamenc
Antoni el Flamenc (grec: Αντώνιος Λε Φλαμά) fou un cavaller franc i senyor de Karditsa (avui en dia: Akréfnio) del principi del segle xiv.

## Vida
Com el nom ho indica, Antoni el Flamenc era d'ascendència flamenca i els seus avantpassats ja feia temps que estaven establerts a la Terra Santa abans que ell esdevingués prominent a la Grècia franca Karl Hopf, acadèmic eminent del segle xix sobre el govern dels francs a Grècia, suggerí que era el marit i cogovernant d'Elisabet Pallavicini, senyora del marquesat de Bodonitza fins a la seva mort el 1286, després de la qual es disputà la successió del marquesat amb el seu cosí Tomàs Pallavicini. No obstant això, com ho indicà William Miller, és una conjectura sense cap mena de suport en les fonts contemporànies.
Antoni és mencionat per primera vegada el 1303 en la versió francesa de la Crònica de Morea, que relata com el duc d'Atenes Guiu II de la Roche el nomenà delegat seu (batlle) a Tessàlia, un territori que estava sota la protecció de Guiu des que el seu governant grec, l'oncle de Giui Constantí I de Tessàlia havia mort i deixat el seu fill petit, Joan II de Tessàlia, sota la tutela de Guiu. El fill d'Antoni, Joan, també rebé un càrrec a Tessàlia. Miller comenta que possiblement era la seva experiència amb els valacs de la regió el que en feu les persones ideals per a una missió tan important. També se sap que Antoni havia tingut territoris prop de Coronea i Patrici, possiblement identificat amb el poble actual d'Ipsilantis, on es troba una torre medieval.
Sembla que Antoni gaudia de gran popularitat. La Crònica de Morea no només el descriu com «el més savi del ducat», sinó també com «un dels homes més savis de Romània [Grècia llatina]». És l'únic membre de la baixa noblesa del Ducat d'Atenes esmentat en les fonts.
Fou un seguidor fidel de Matilda d'Hainaut, muller de Guiu II de la Roche. El 1305 fou un dels testimonis d'una escriptura relacionada amb la seva propietat als Països Baixos, d'on venien tots dos. A més a més, estava present amb el seu fill al segon prometatge de Matilda amb Carles de Tàrent a Tebes el 2 d'abril del 1309. El 1308, la República de Venècia acusà Antoni, Guiu, Rocaforte i Bonifaci de Verona d'una conspiració per conquerir la colònia veneciana de Negrepont.
El 15 de març del 1311, Antoni combaté a la batalla del Cefís contra la Gran Companyia Catalana i en fou un dels pocs supervivents, tot i que fou capturat i bescanviat per un rescat, com ho indica la presència del seu nom en una llista de corresponsals de les autoritats venecianes el 1313. Poc després del seu alliberament, Antoni construí l'església de Sant Jordi a Karditsa, com ho atesta la inscripció de donant, probablement, com suggerí Miller, en compliment d'un vot fet abans de la batalla.